# Campbell Harrison
Campbell Lachlan Harrison (né le 28 juin 1997) est un grimpeur sportif professionnel australien.

## Biographie
Il commence l’escalade à l'âge de 8 ans après avoir essayé d’autres sports.
Harrison participe depuis 2012 à des compétitions internationales organisées par l’IFSC, au niveau junior, puis senior. Il rejoint le circuit de coupe du monde en 2015, avec l’étape de Munich (en bloc) au cours de laquelle il se blesse au doigt, ce qui l’empêche de continuer sa tournée européenne comme prévu. En 2016, lors des championnats d’Océanie organisés à Sydney, il remporte le titre en catégorie jeune et une médaille d’argent chez les seniors. Pendant cette période, les moyens de la fédération australienne d’escalade sportive (en) sont limités, il est donc financé essentiellement par ses parents, notamment sa mère qui vend des gâteaux et fait des heures supplémentaires pour payer les déplacements internationaux.
En 2020, alors qu’il doit participer aux championnats d’Océanie qualificatifs pour les Jeux olympiques de Tokyo, l'annonce de la maladie de sa sœur et la fermeture des frontières internes australiennes dans le contexte de la pandémie de Covid-19 le conduisent à renoncer à cette compétition.
En 2023, il s’impose en difficulté et en combiné aux championnats d’Australie, avant de remporter en fin d’année le tournoi qualificatif océanien et de décrocher sa place pour les Jeux olympiques de Paris en combiné difficulté-bloc. 
Sa participation est officialisée par le Comité olympique australien le 7 février 2024. Lors des épreuves à Paris, il se classe 19e.

## Vie personnelle
Harrison est le premier grimpeur sportif olympique ouvertement LGBT. Des photos de lui embrassant son partenaire à la fin de compétitions ont été mises en avant notamment par l’IFSC, mais ont aussi causé des polémiques en Australie. Il participe à certaines actions du groupe de grimpeurs LGBTQ+ australien ClimbingQTs. 
Il s’est également exprimé au sujet des troubles du comportement alimentaire (assez répandus chez les grimpeurs à cause de l’importance du rapport poids/puissance) dont il a souffert au début de sa carrière. 